# Комиссар полиции Нью-Йорка
Комиссар полиции Нью-Йорка  является главой Департамента полиции Нью-Йорка. Комиссар назначается мэром и исполняет свои обязанности по усмотрению мэра города.
Комиссар отвечает за повседневную деятельность департамента, он назначает заместителей и других подчиненных лиц. 
Комиссары являются гражданскими лицами и приносят специальную присягу гражданского офицера.
Теодор Рузвельт в одном из своих последних актов на посту губернатора Нью-Йорка перед тем как стать вице-президентом Соединенных Штатов в марте 1901 года,  продолжил свои же реформы в бытность суперинтендантом полиции.  Он принял закон, где заменил полицейскую комиссию и должность начальника полиции (ранее суперинтенданта) одной должностью комиссаром полиции.
Нынешний комиссар полиции Дермот Ф. Ши,  ранее был начальником отдела детективов. Он был назначен мэром Биллом Де Блазио 4 ноября 2019 года и вступил в должность 1 декабря после выхода на пенсию Джеймса П. О'Нила.
Рэймонд У. Келли, считается комиссаром дольше всего проработавшим на посту, 13 лет службы при двух назначениях (1992-1994) мэр Дэвид Динкинс и (2002-2013) мэр Майкл Блумберг. 

## Галерея

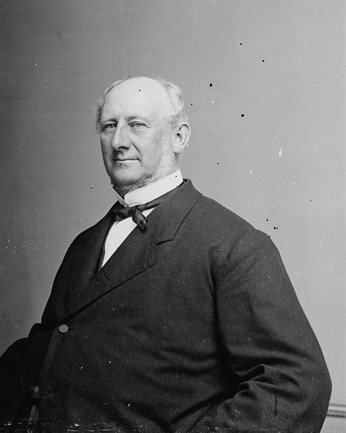
Симеон Дрейпер,  был одним из первых членов Совета полицейских Комиссаров 1857 года
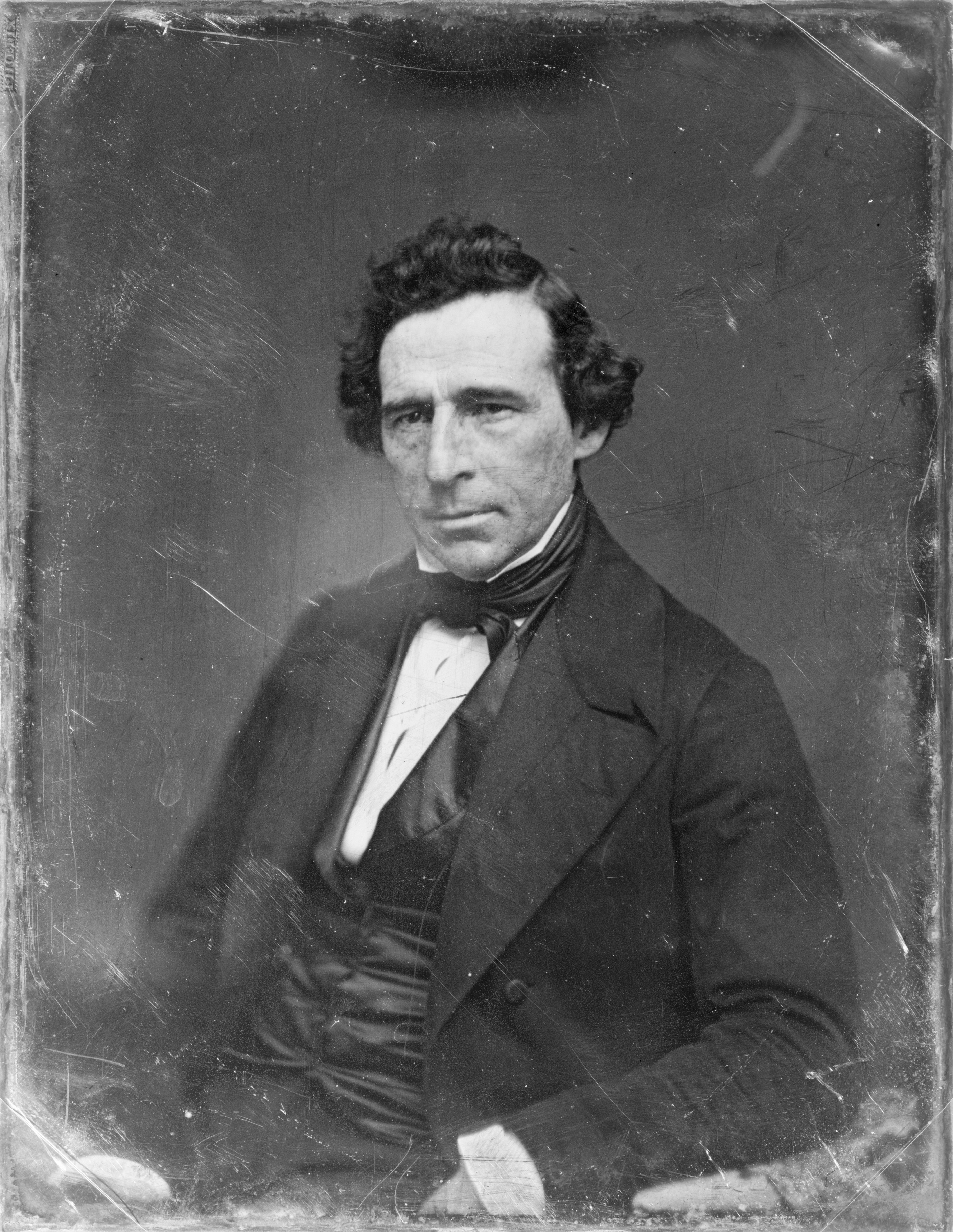
Суперинтендант Департамента Полиции Нью Йорка Джон Александр Кеннеди
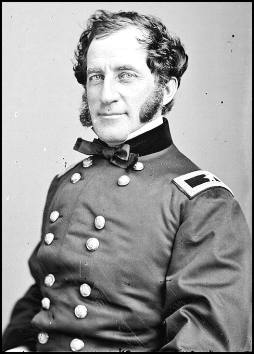
Абрам Дурье
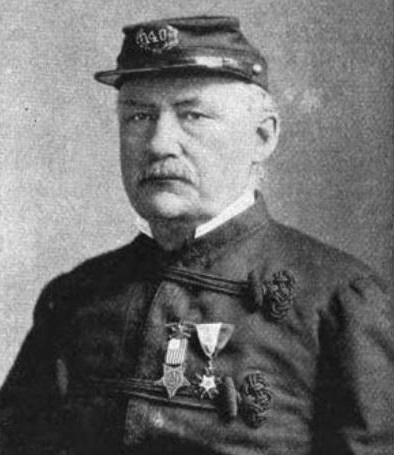
Джоэл Б. Эрхардт
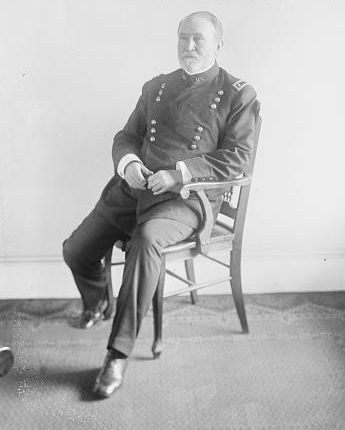
Фредерик Дент Грант
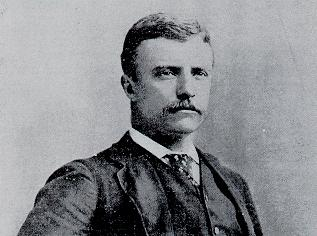
Теодор Рузвельт
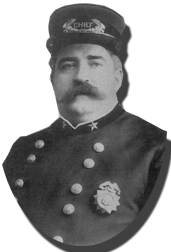
Уильям С. Девери
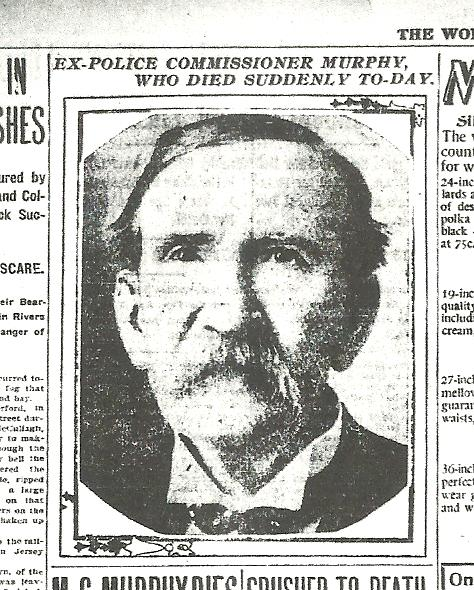
Майкл Коттер Мерфи
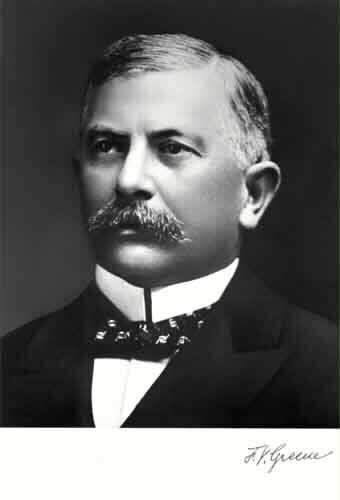
Фрэнсис Винтон Грин
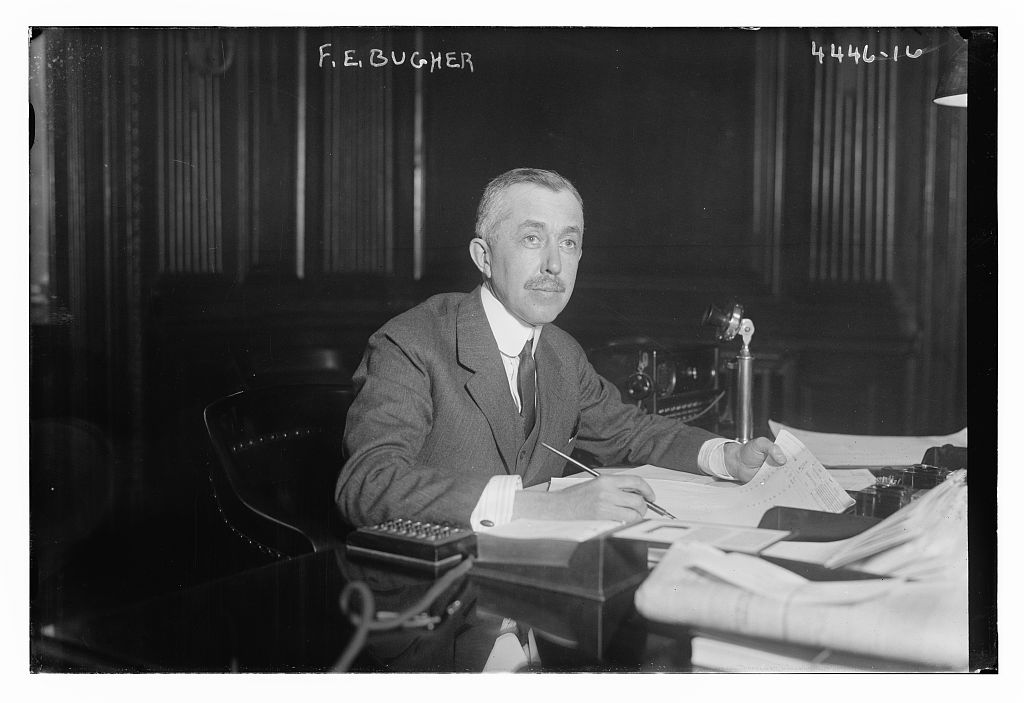
Фредерик Гамильтон Багер в 1918 году
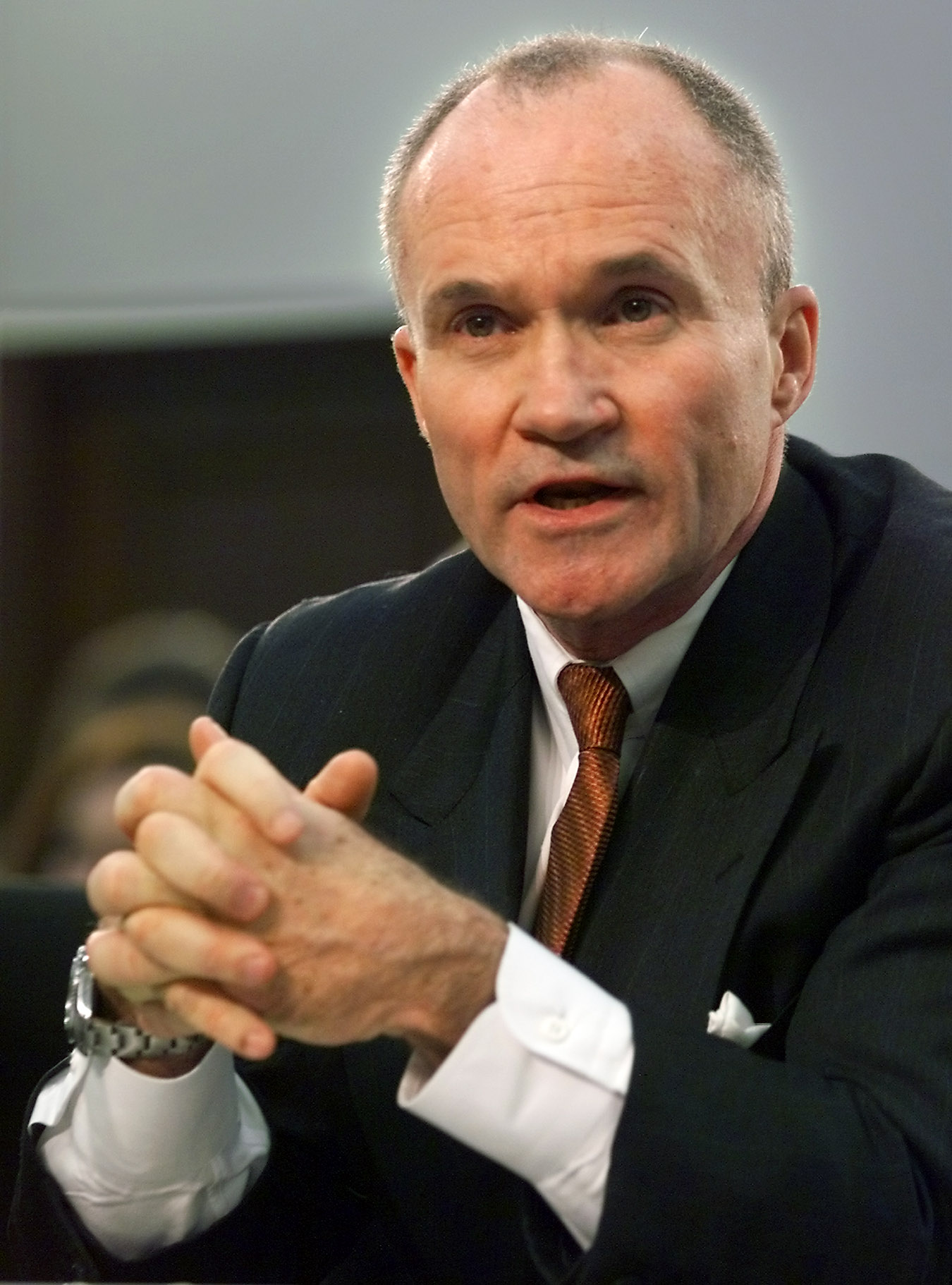
Рэймонд У. Келли
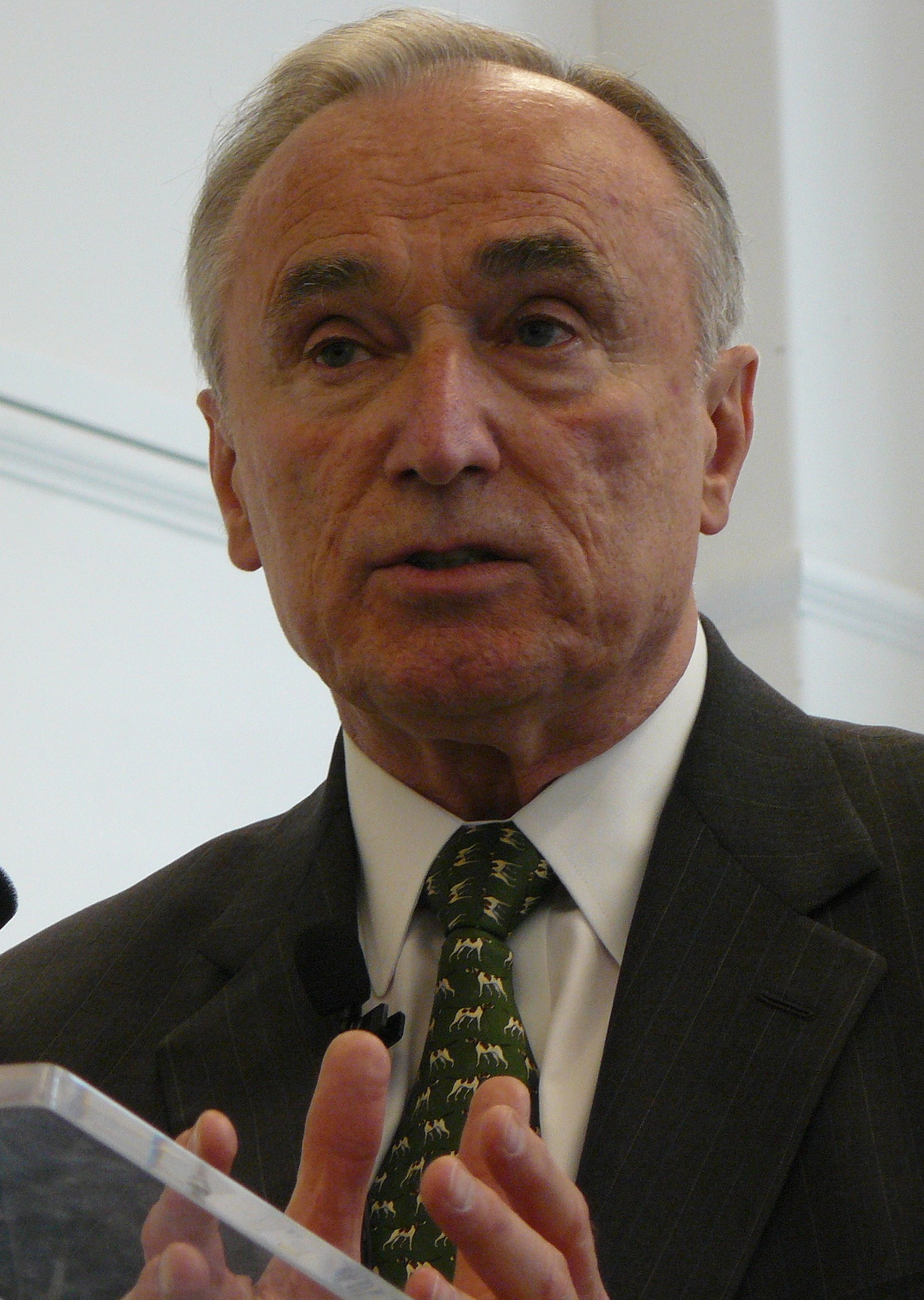
Уильям Брэттон
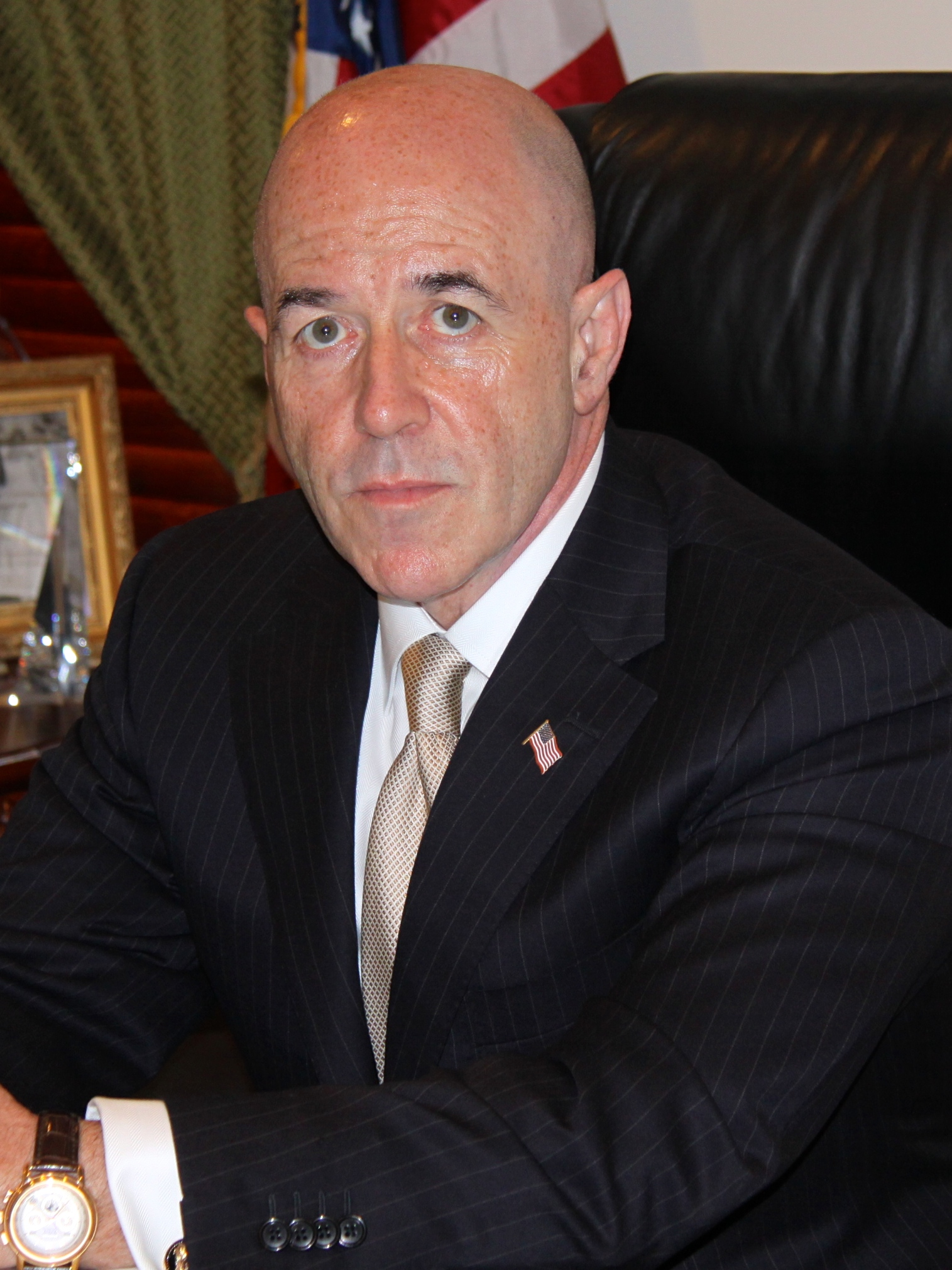
Бернард Керик